# 井宿增七
雙子座26，又名BD+17 1357，HD 48097、SAO 96015、HR 2466，是雙子座的一颗恒星，视星等为5.21，位于銀經196.16，銀緯6.02，其B1900.0坐标为赤經6h 36m 34.9s，赤緯+17° 6.02′ 35″。